# Església parroquial de Sant Joan Baptista (Algímia d'Almonesir)
L'Església Parroquial de Sant Joan Baptista, a Algímia d'Almonesir, a la comarca de l'Alt Palància, és un temple  catòlic que està catalogat com a Bé Immoble de Rellevància Local segons consta a la Direcció General de Patrimoni Artístic de la Generalitat Valenciana, amb codi identificatiu: 12.07.008-001.

## Descripció
L'església de Sant Joan Baptista és un edifici exempt, de fàbrica de maçoneria i pedra angular (és a dir, les cantonades es reforcen amb  carreus), que presenta forts i destacables contraforts exteriors per sobre de les capelles laterals, de manera que són utilitzats com a galeria.

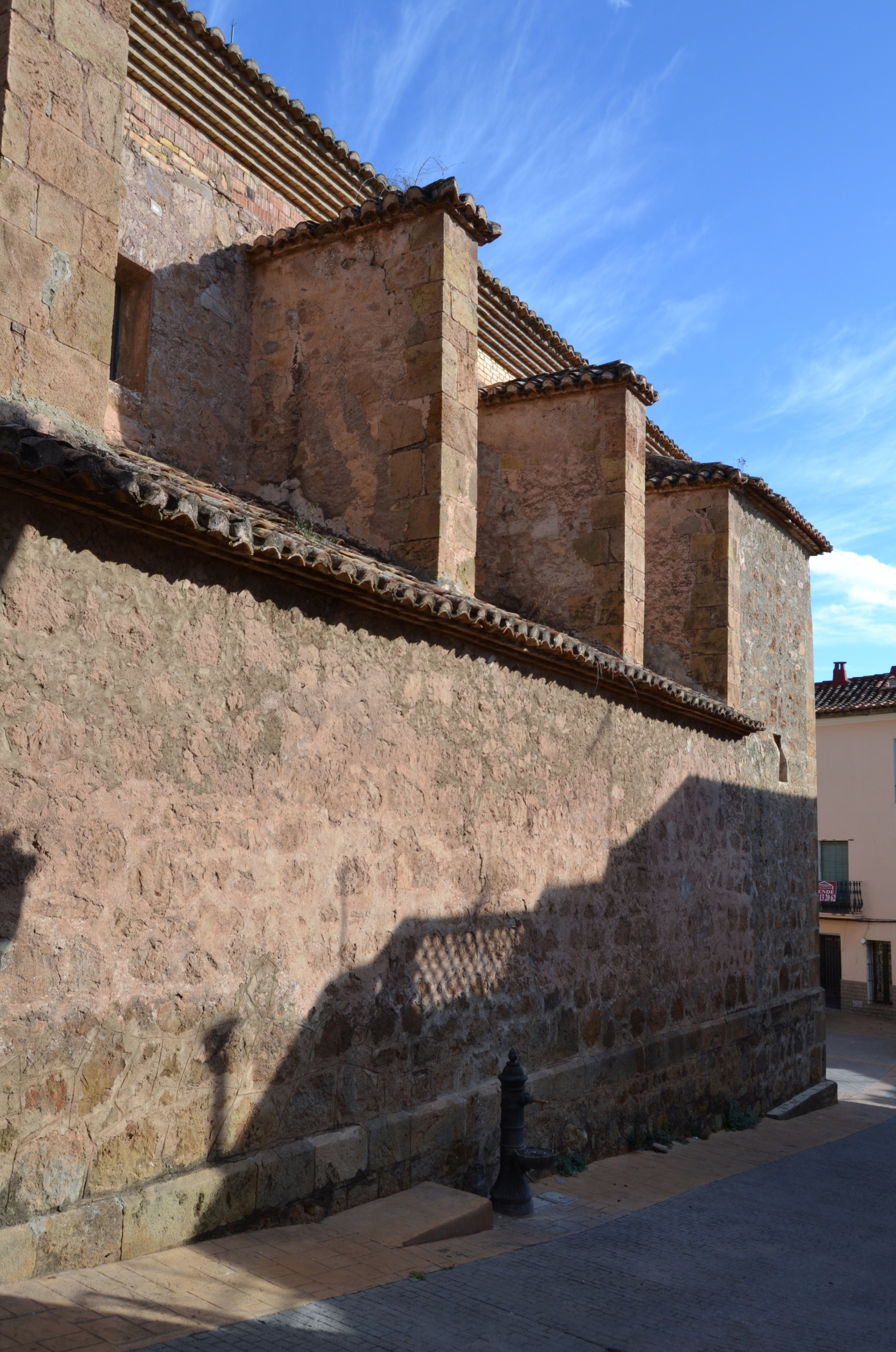
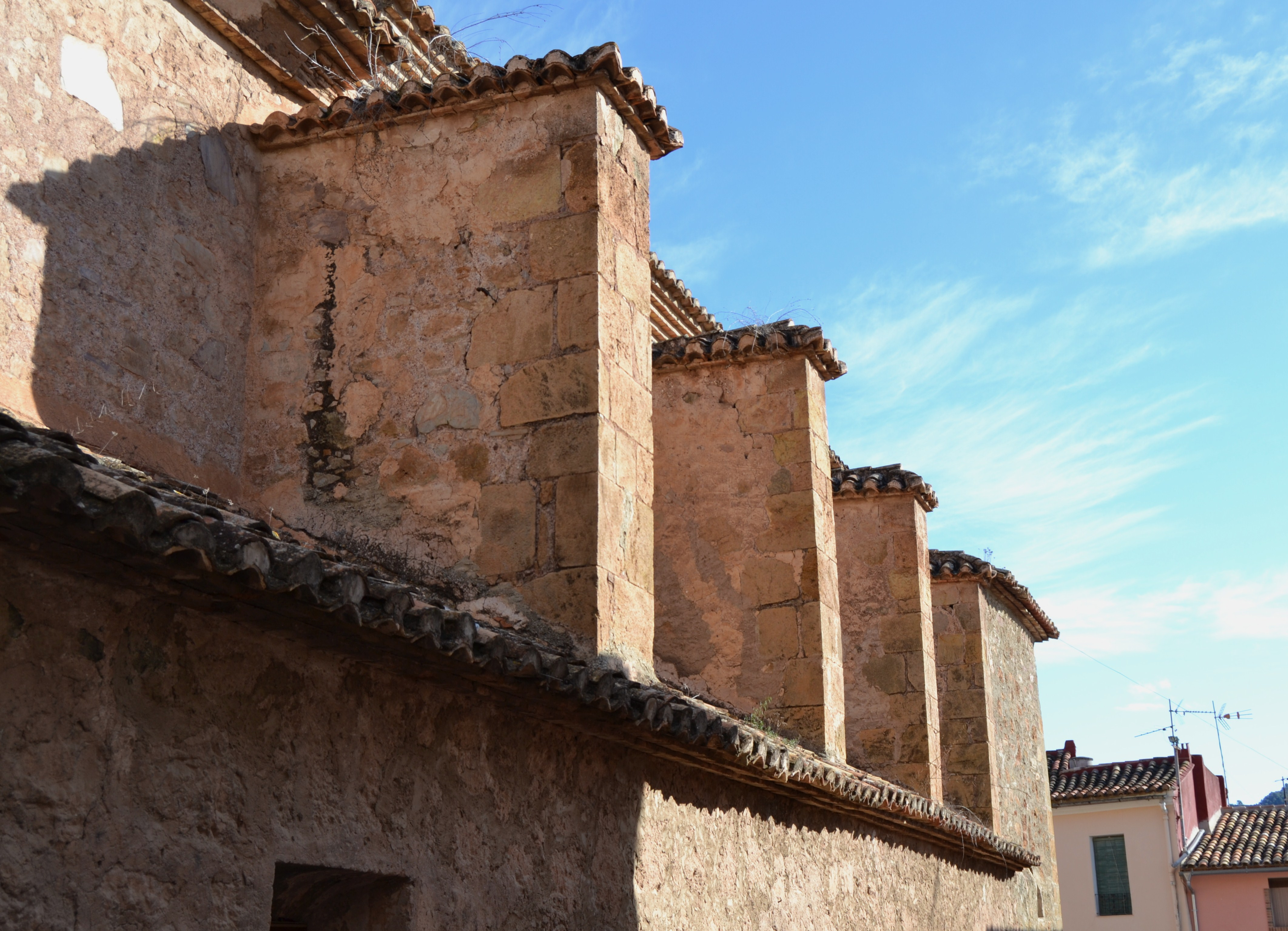
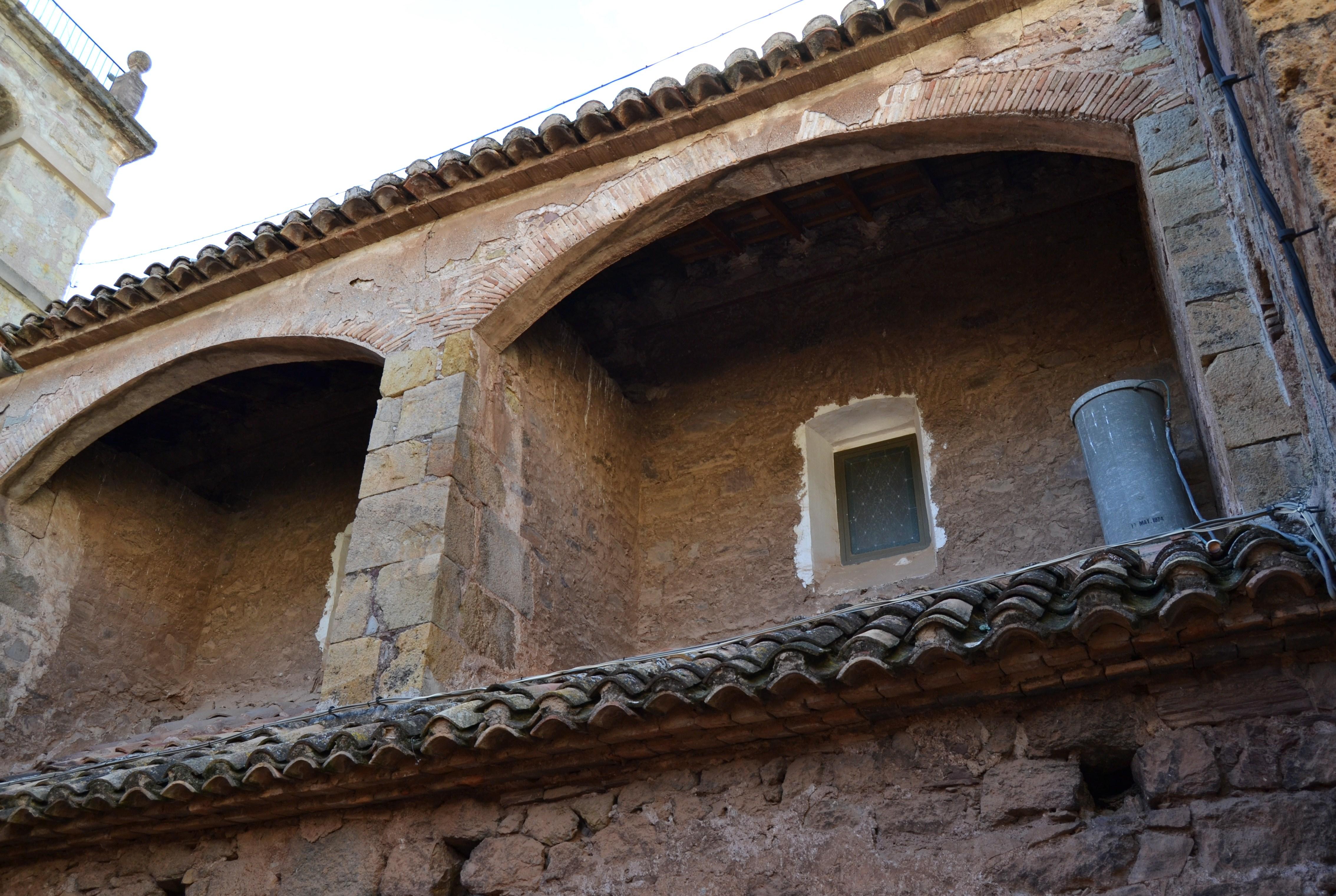
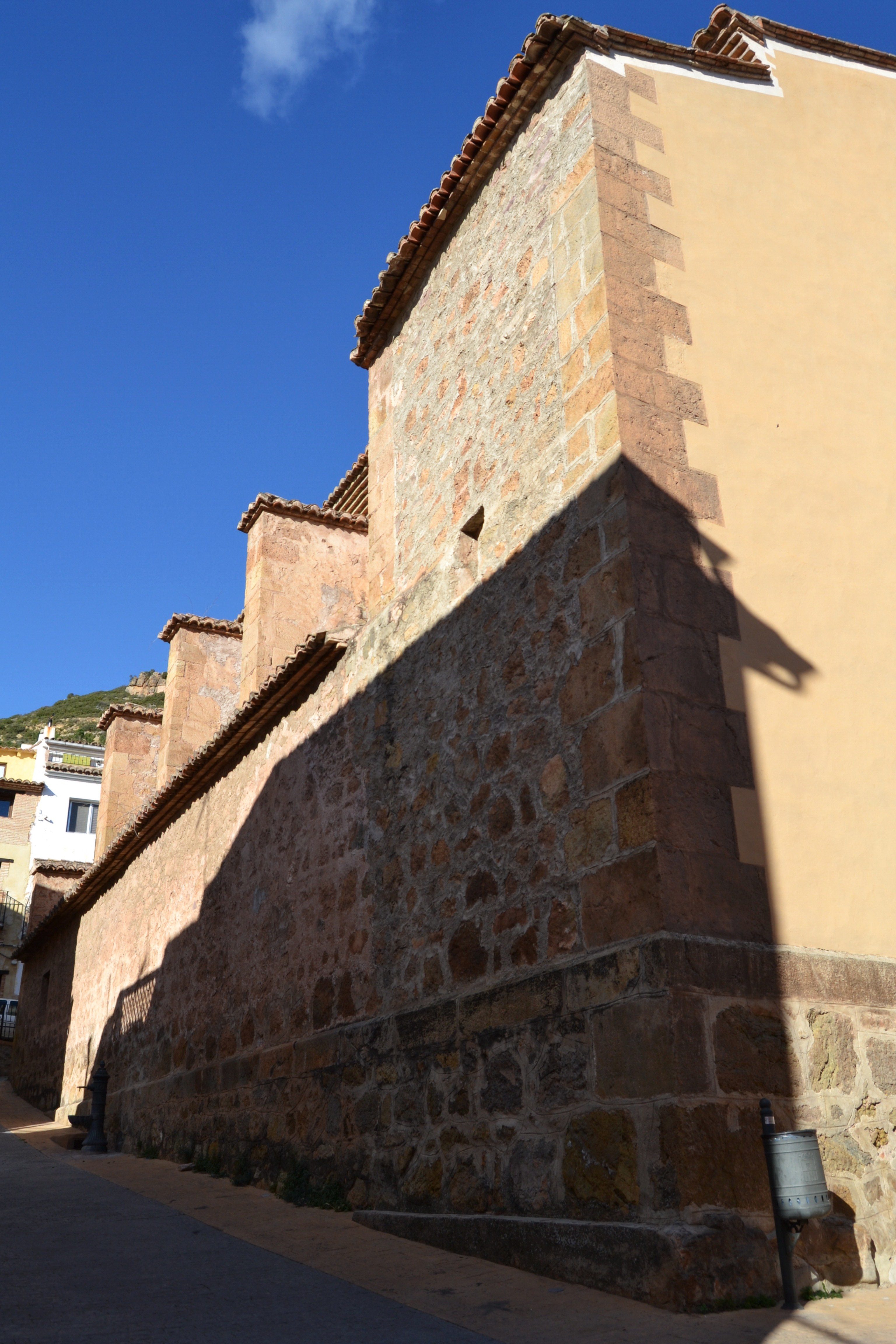

La construcció va començar a final del segle xvii, estenent-se al segle xviii, i segons un projecte de Gaspar Monzón, encara que també s'estudia la possibilitat que hi hagués intervingut l'arquitecte Juan Pérez Castiel.
La façana (amb arrebossat de ciment seguint la línia de la teulada, que va haver de modificar-se més tard per col·locar el rellotge) és als peus de la planta que té una única nau amb capelles laterals, d'entre les quals destaquen, per la decoració  barroca la Capella dels Dolors i la del Sagrat Cor, per tindre pintures murals acadèmiques valencianes del segle xvii.
La porta d'accés té una llinda de tipus retaule, de dos cossos, cobrint el segon amb un  frontó corb, i rematat en el cos superior per pinacles. A la fornícula existent en el retaule havia al segle xvii una rajola de Alcora, de la imatge de Sant Joan Baptista, que actualment es conserva a l'interior de l'església, mentre que en el seu lloc es va col·locar-ne l'any 1995 una reproducció.

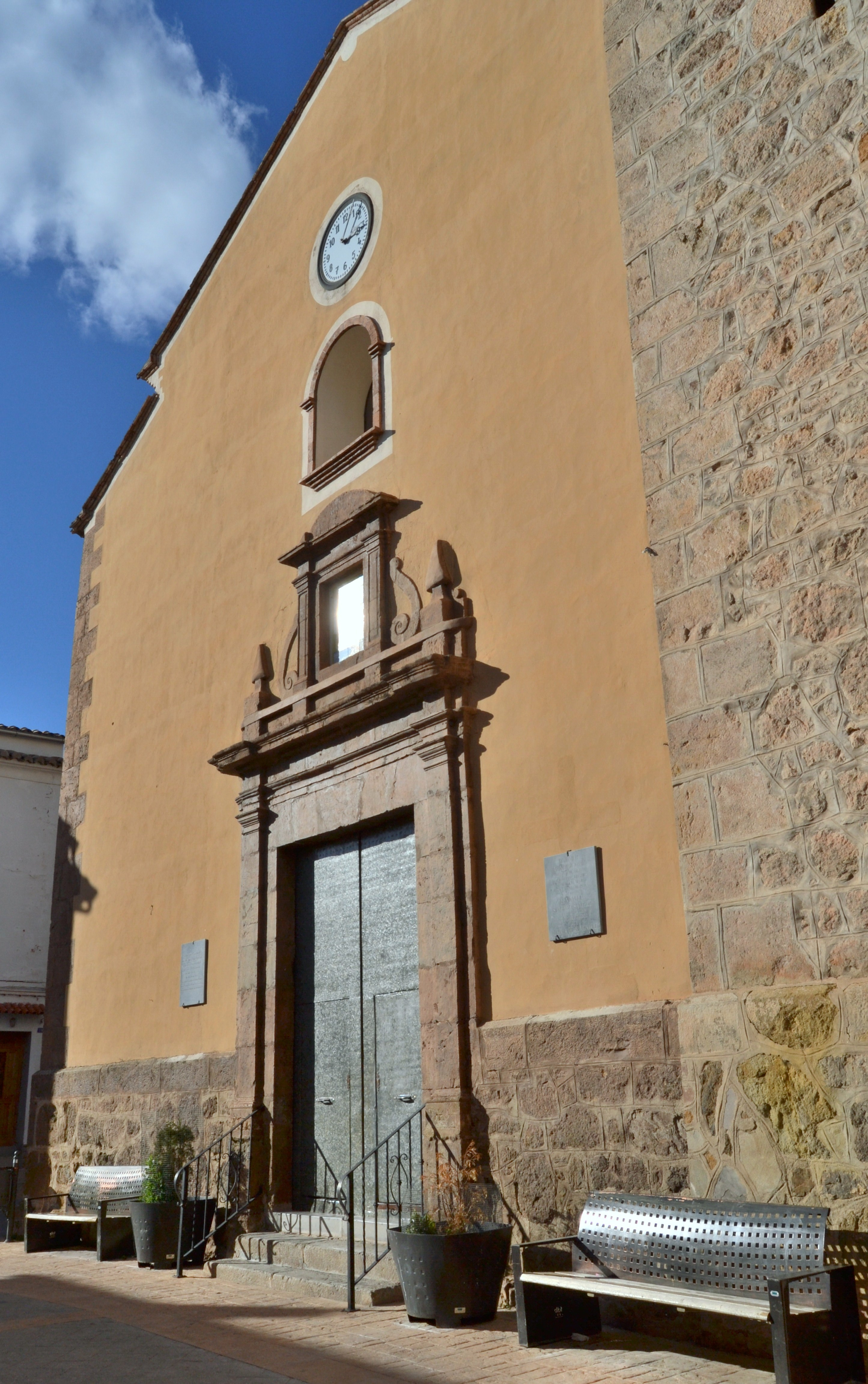
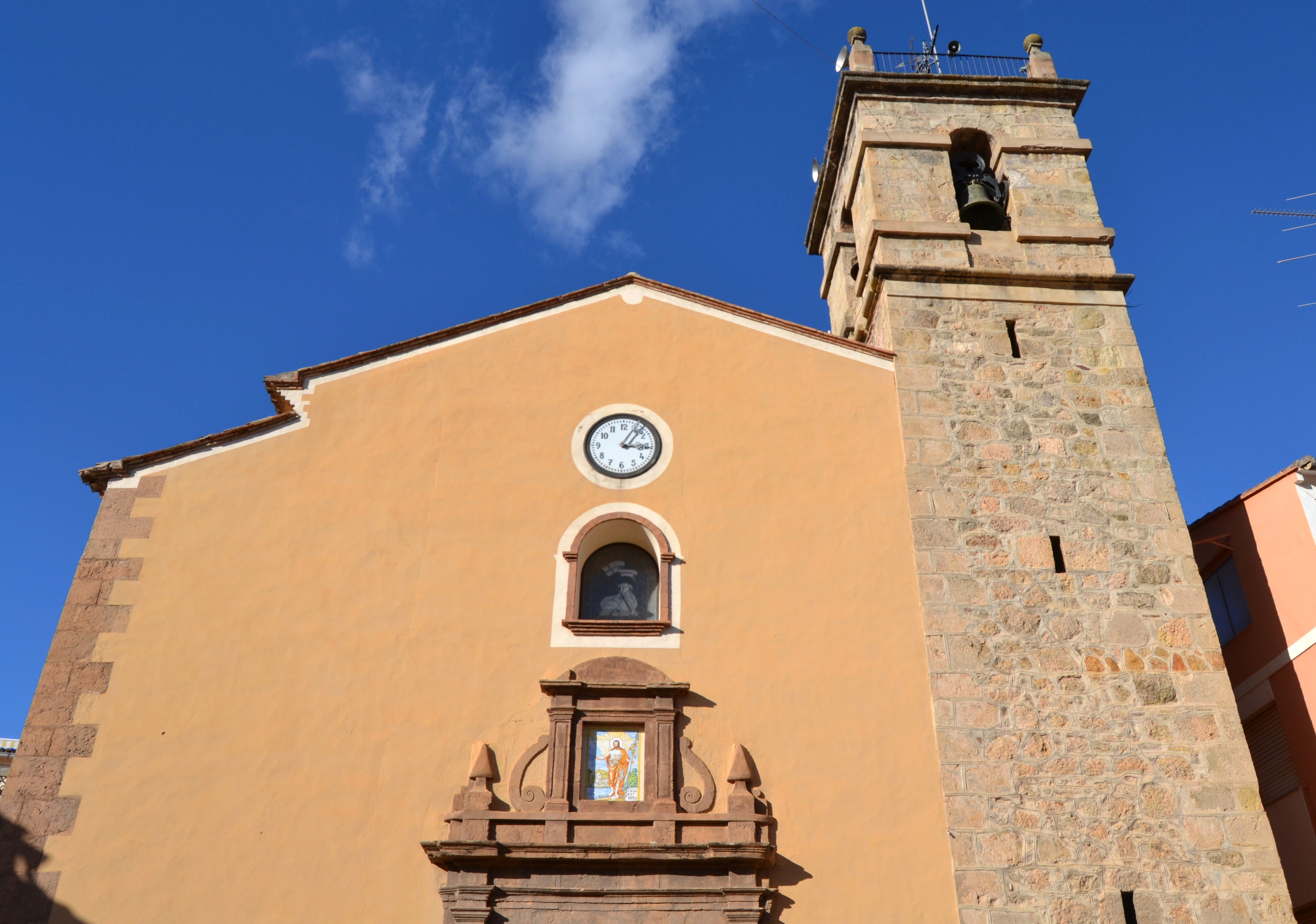
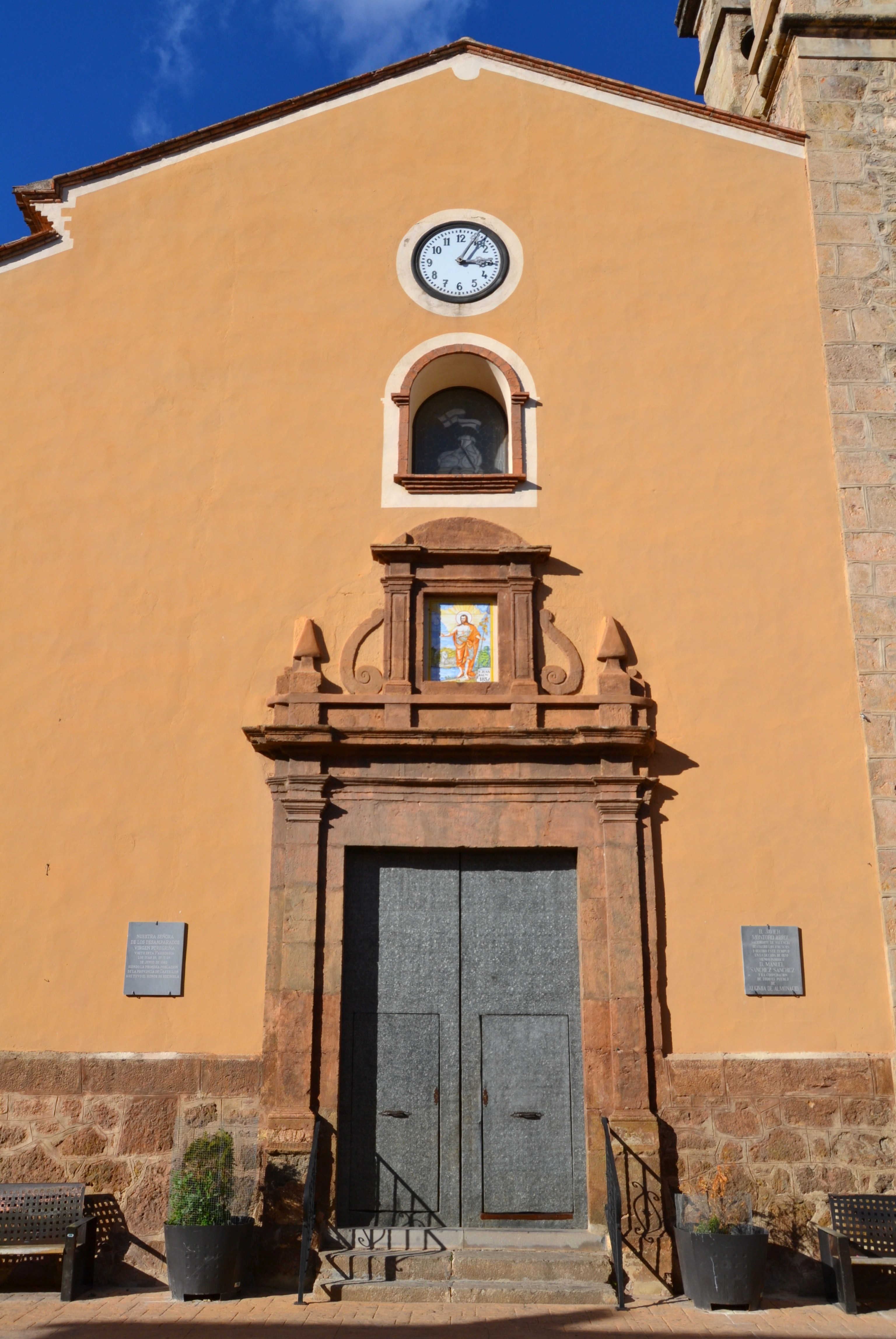
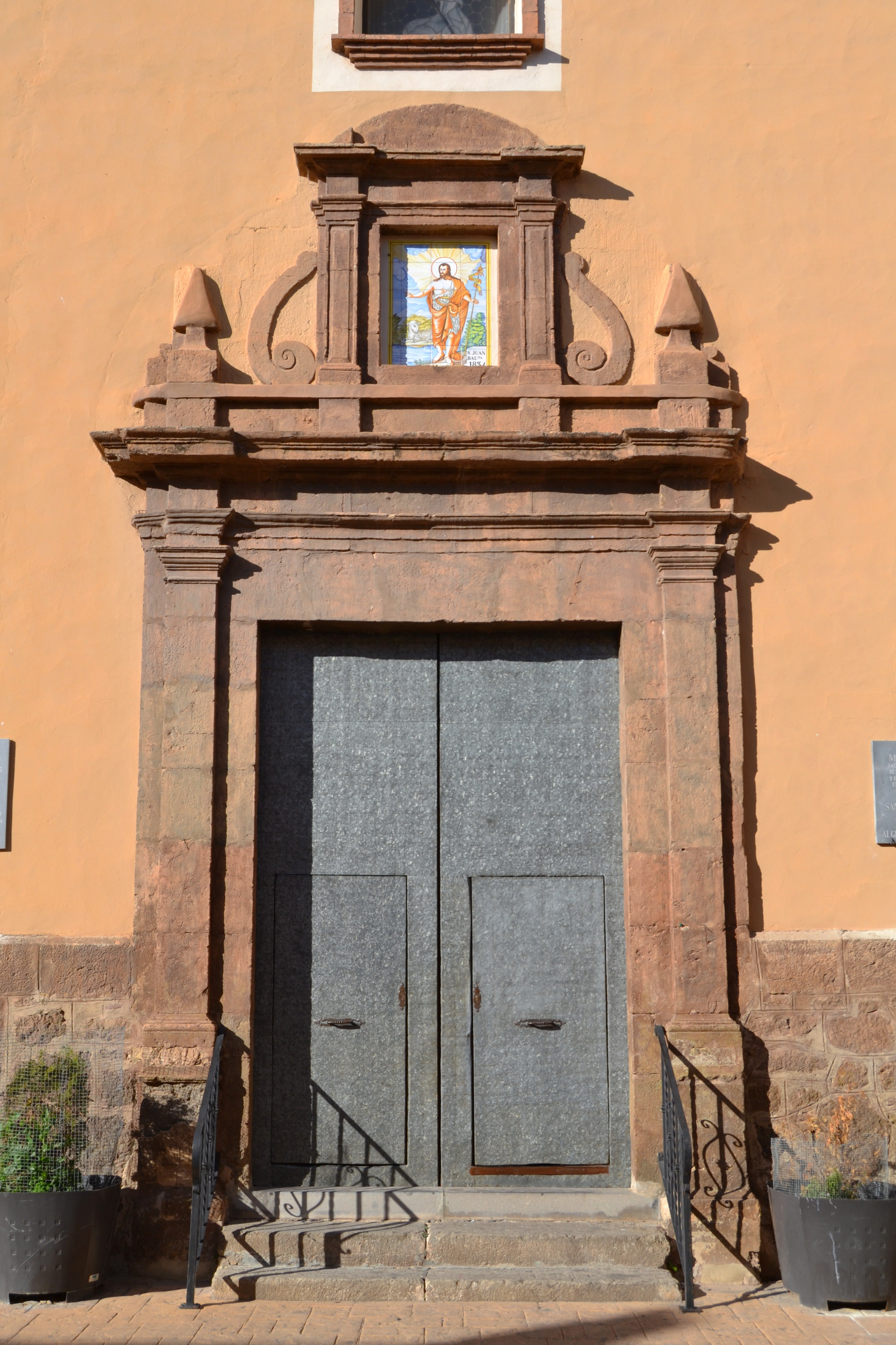
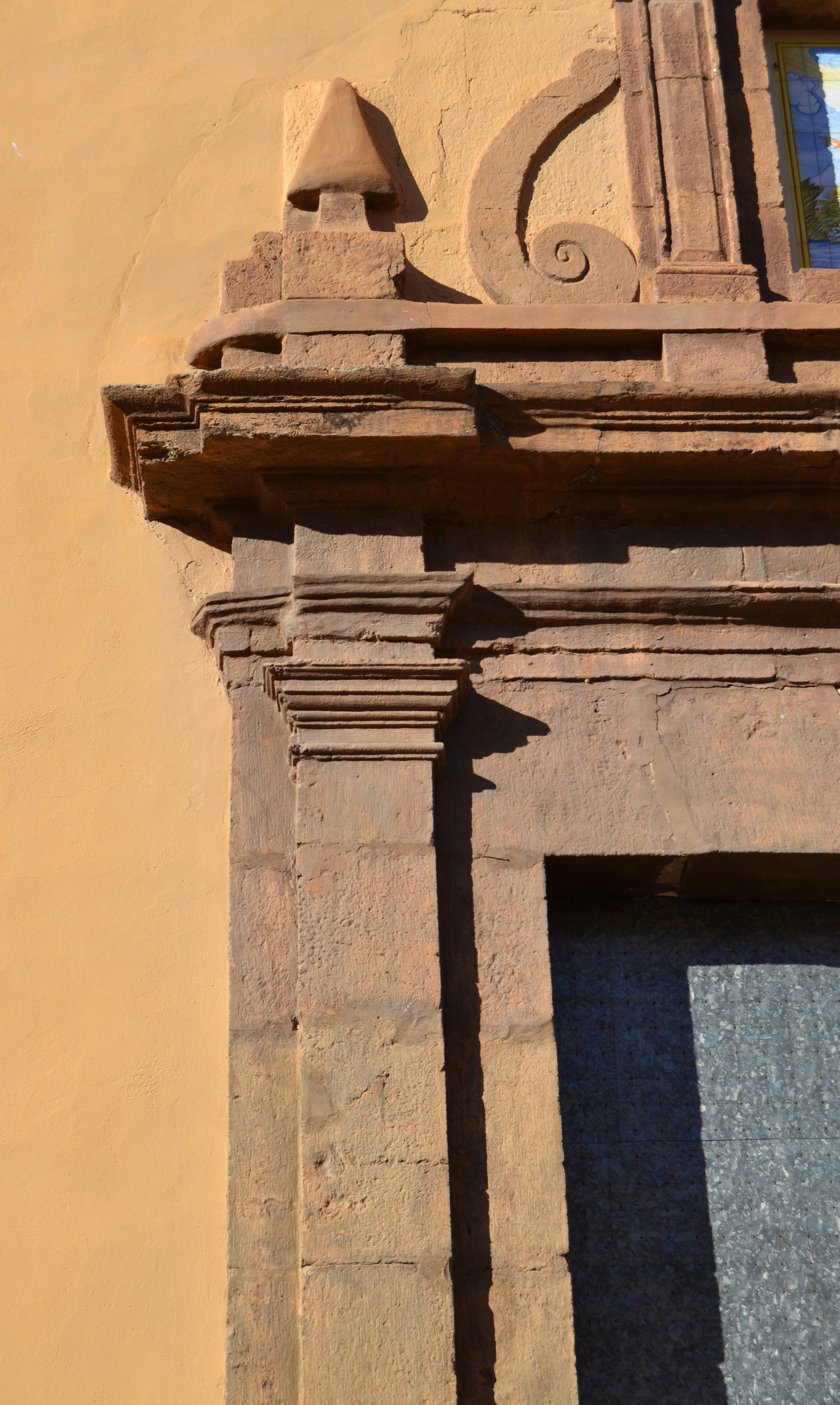

A la part sud, als peus de l'epístola, s'eleva la torre, feta amb carreus. Presenta dos cossos i rematament llis. El primer cos forma part de la façana del temple, mentre que el segon s'eleva sobre aquest i s'hi obren finestres. La torre alberga les campanes en un va amb forma d'arc de mig punt a cada cara, per acabar la zona de campanar s'orna l'ampit amb boles.

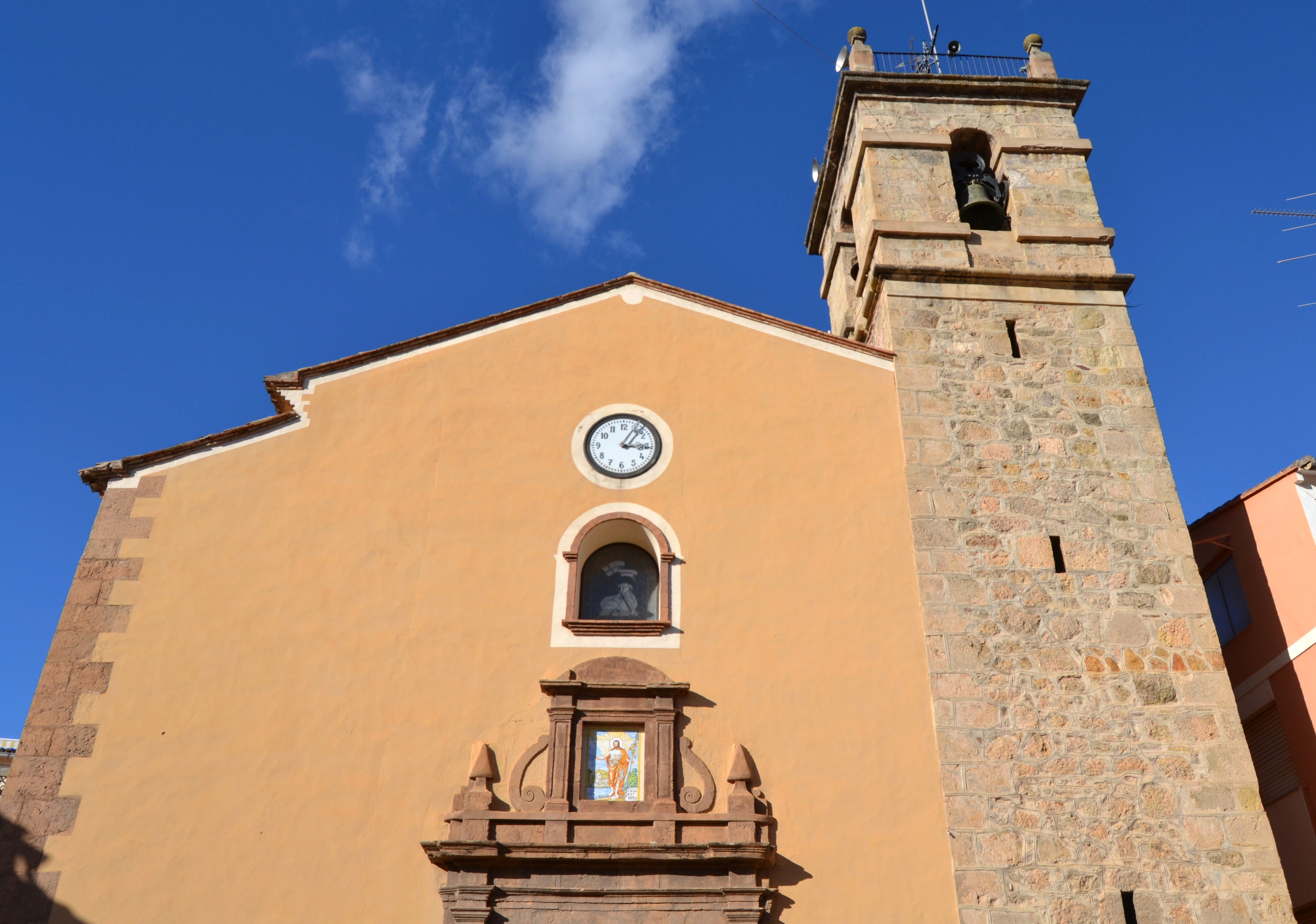
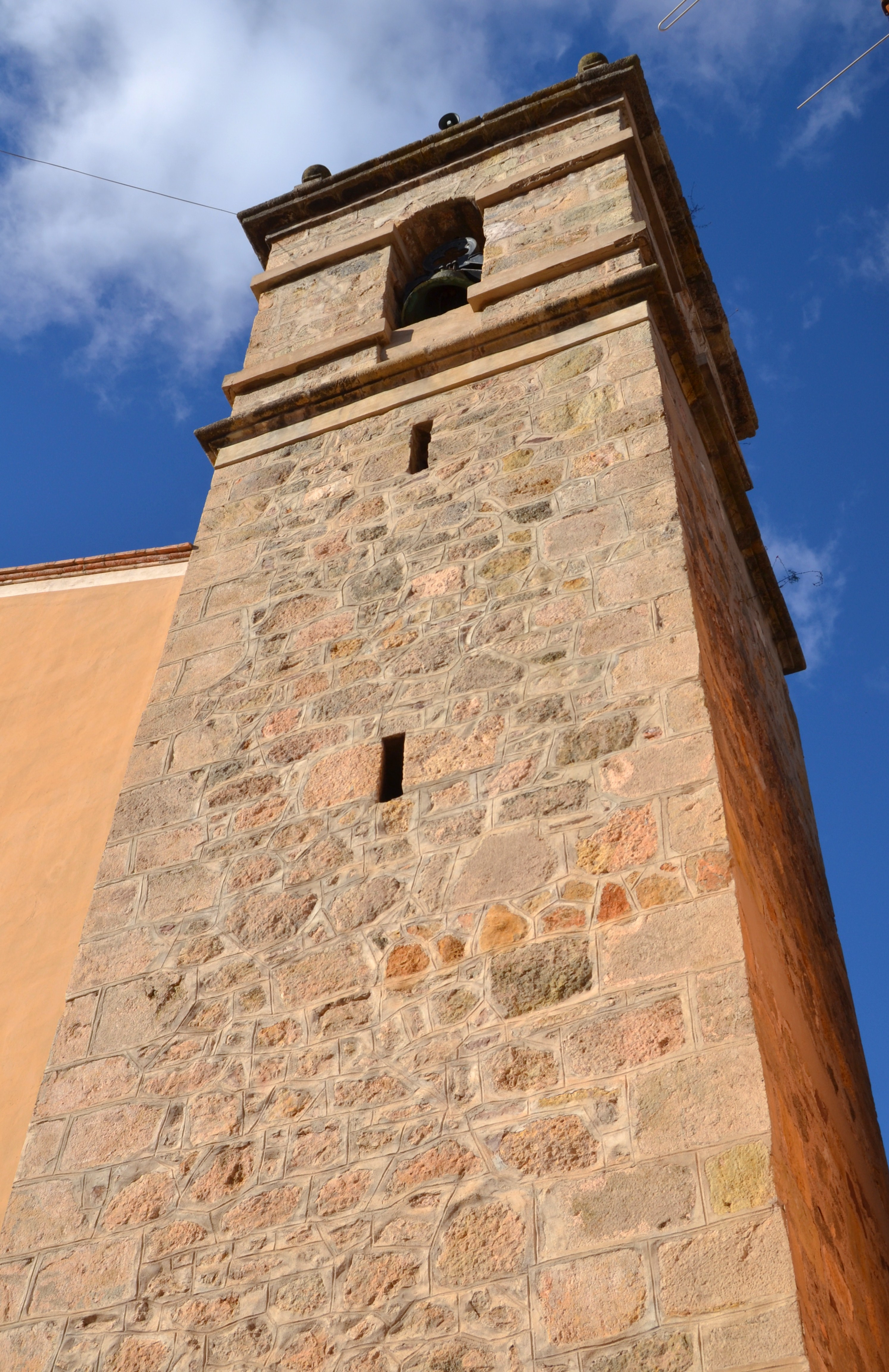
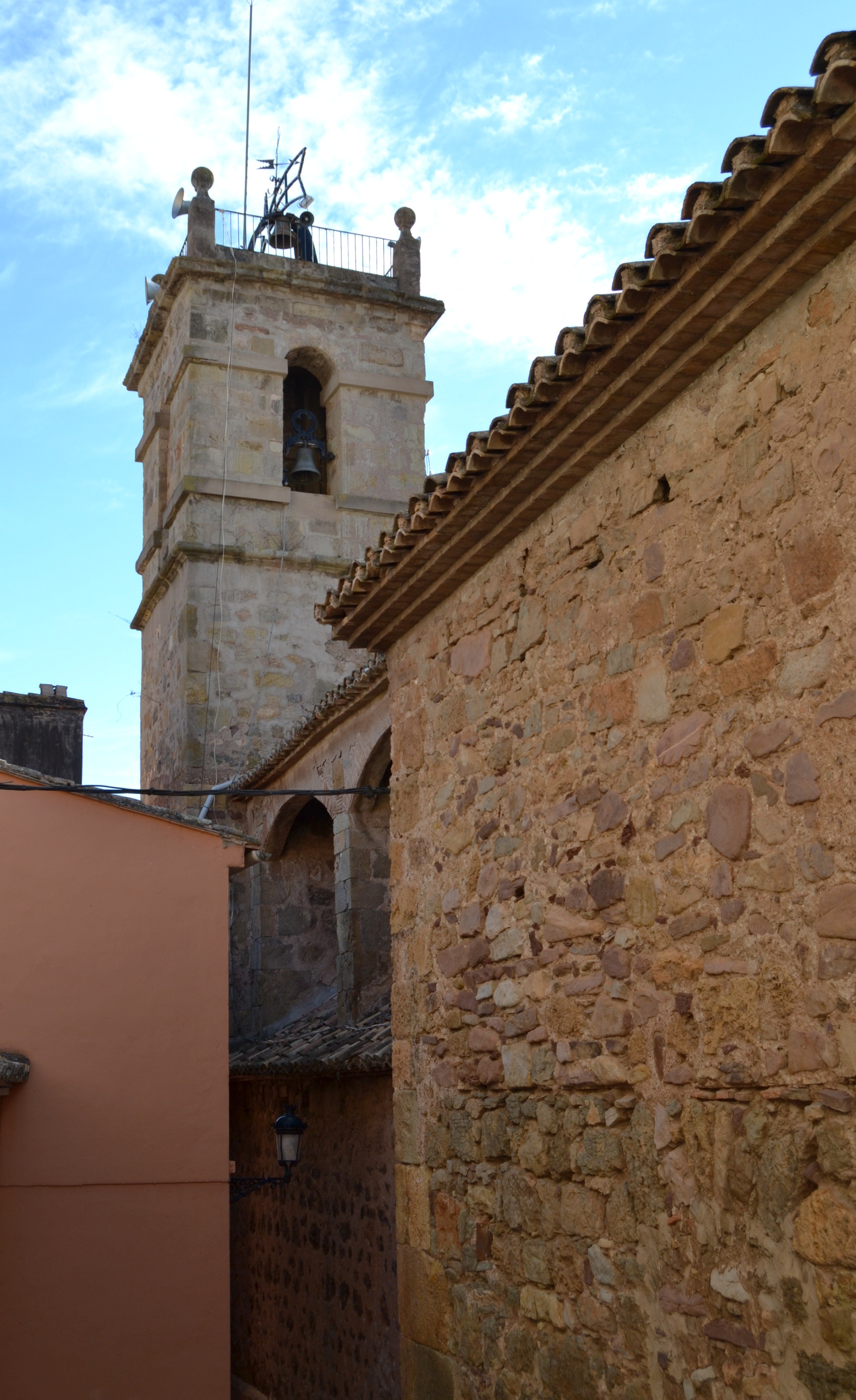
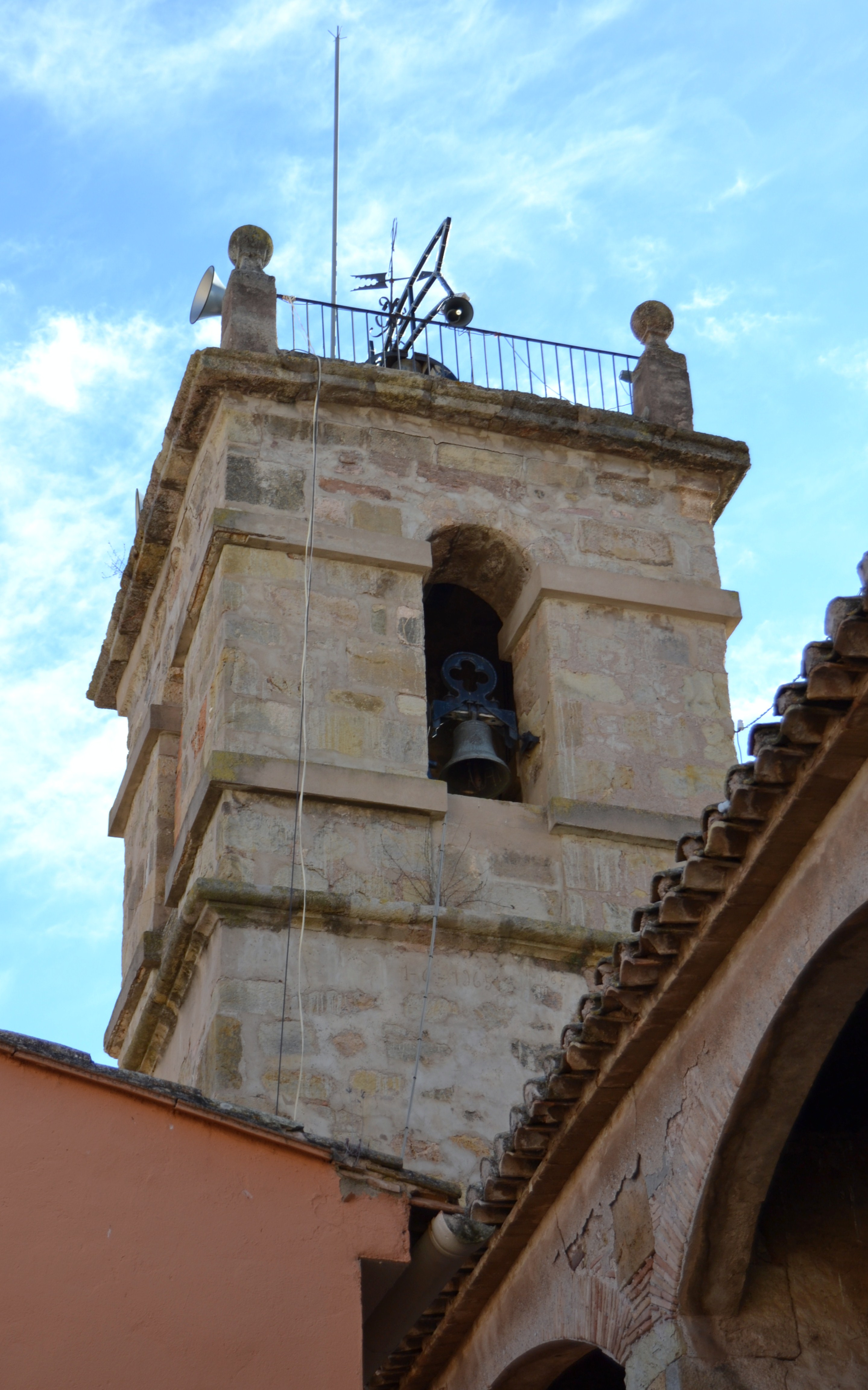

L'espai interior de l'única nau i capella laterals, es divideix en tres crugies, amb capçalera de planta quadrada. Els suports són murs i  pilatres i  arcs de mig punt. Això fa que la coberta sigui al final de volta de canó, que presenta llunetes i finestres quadrades sota aquests, per donar il·luminació a l'interior.
També pot observar-se l'existència d'un cor als peus del temple, amb front rebaixat. La decoració interior està modificada respecte a la que va tenir en el seu origen, presentant pilastres adossades amb capitell compost i cos superior arquitravat, amb decoració d'àngels i rocalles que sostenen la cornisa superior. A més es pot contemplar al centre de la barroca decoració l'escut del Sant titular.
Ja entrat el segle xxi, l'any 2007, la Universitat Jaume I de Castelló va organitzar un curs de restauració amb pràctiques a l'església de sant Joan Baptista d'Algímia de Alminesir. En aquestes pràctiques es va procedir a rehabilitar part del temple, encara que la major part del treball es va centrar en la recuperació dels esgrafiats i reposició de daurats i pintures.